# Te Rapa
Te Rapa est une banlieue de la ville d ’Hamilton, située dans l'Île du Nord de la Nouvelle-Zélande.

## Situation
C’est une banlieue mixte formée d’industries légères, de vente au détail à grande échelle et d’une zone semi-rurale localisée au nord-ouest de la cité d’Hamilton, qui est construite sur une zone plate, qui était auparavant le lit d’une ancienne rivière, en fait le trajet antérieur du fleuve Waikato.
S’étendant sur un long axe nord-sud, Te Rapa est le siège de nombreuses entreprises comprenant en particulier la Te Rapa Dairy Factory, une des plus grandes de cette sorte dans le monde.

## Installations
Te Rapa possède un dépôt de marchandises et de locomotives au niveau de la ligne principale de l’Île du nord (en). 

## Démographie
La  zone statistique (en) de Te Rapa a les résultats de recensement suivants :
| Année | Population | foyers | Revenus médians | médiane nationale |
| ----- | ---------- | ------ | --------------- | ----------------- |
| 2001  | 291        | 96     | 19 700 $        | 18 500 $          |
| 2006  | 225        | 123    | 19 500 $        | 24 100 $          |
| 2013  | 339        | 222    | 24 200 $        | 27 900 $          |

L’âge médian est élevé avec 74,5 ans et le revenu est bas car 267 personnes vivent dans la zone statistique (en) 0908100, où il y a le complexe de maison de retraite  Forest Lake Gardens Retirement de Metlifecare's (en), construit en 2001 et dont l’âge médian des résidents est de 79 ans et les revenus de 23 300 $.
Précédemment en 2001, ce bloc statistique avait seulement 39 résidents, avec un âge médian de 34,5 ans.
Il y a aussi le secteur de Te Rapa North, juste en-dehors des limites de la cité et qui comprend l’usine de traitement du lait.

## Magasins

### Bureau de Poste
Il y a deux bureaux de poste dans la ville de Te Rapa à « The Base » et à « Video Ezy », qui, jusqu’en 2018, était un des deux derniers à Hamilton à louer des DVD, des PlayStation et des vidéos. 

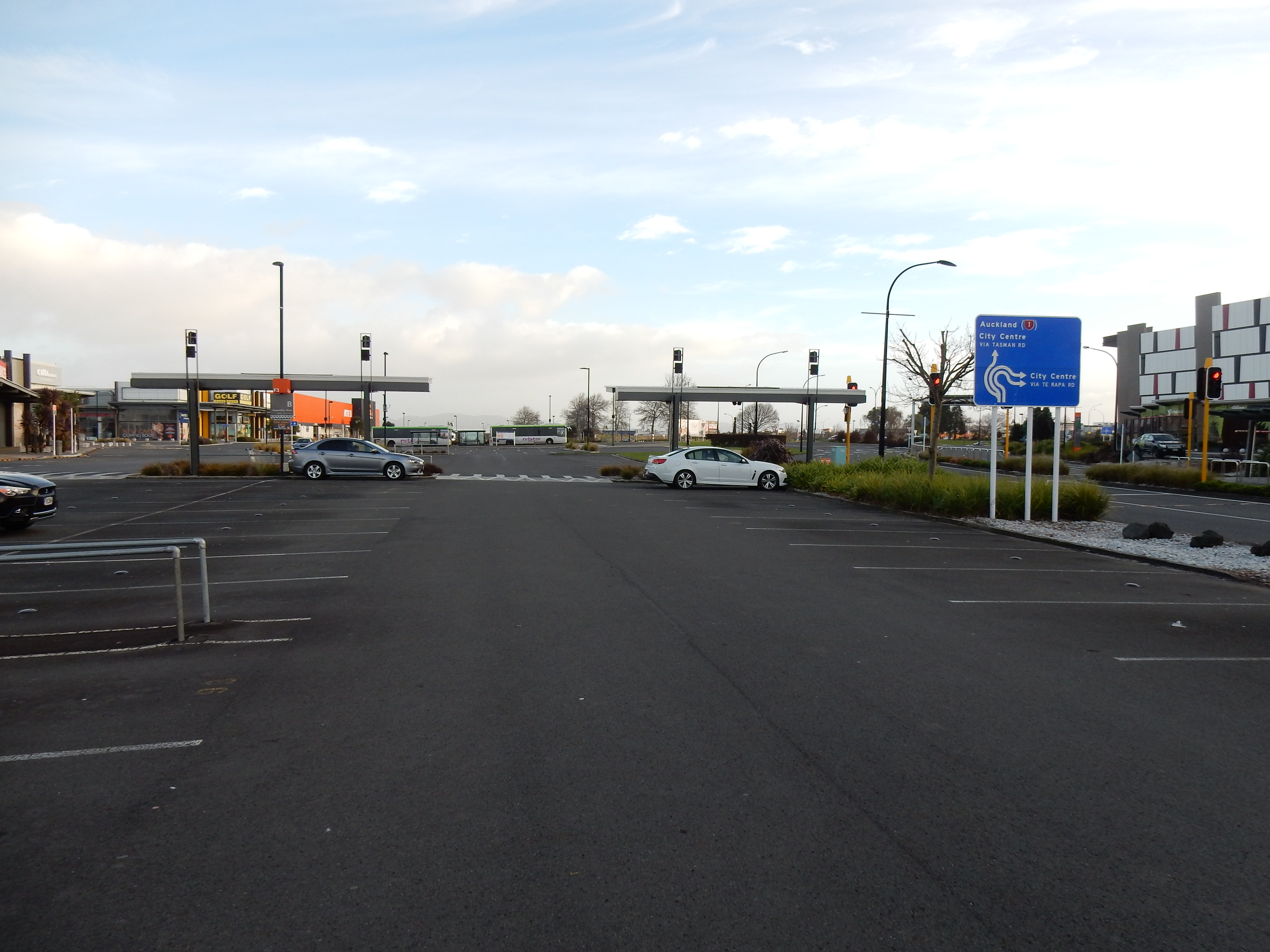
Il y a plus de 3000 places de parking au niveau de « The Base »

.

### The Base

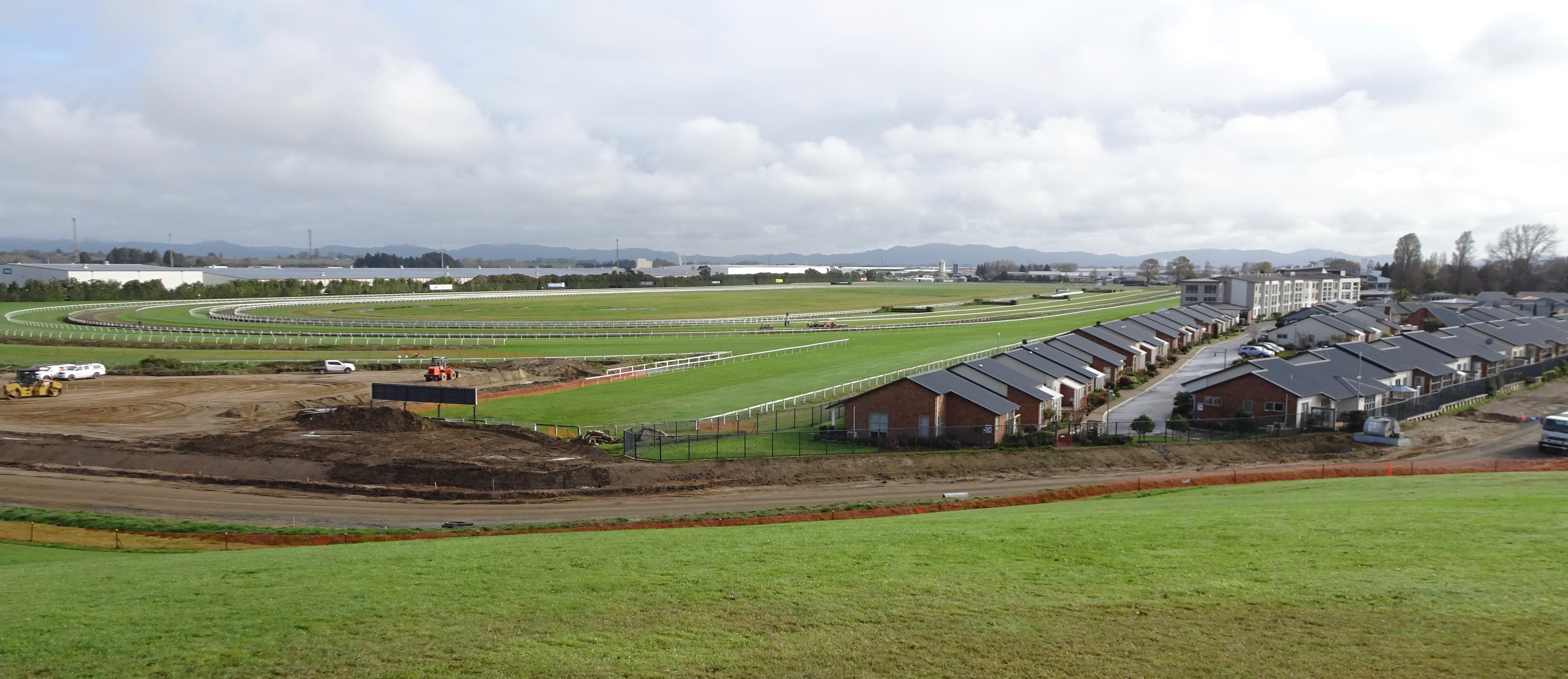
Piste de course de Te Rapa et une partie du complexe de « Forest Lake Gardens Retirement »

Avant d’avoir été donné par le gouvernement à la tribu des Tainui en 1995 dans le sillage du Traité de Waitangi, Te Rapa était seulement le site de la base de la Royal New Zealand Air Force. 
La base de l‘Air Force était un dépôt important de l’armée de l’air, mais la base a été fermée en 1992.
La zone commerciale qui s'y est implantée en 2005 comprend le centre commercial The Base (en), et est devenue depuis une immense zone de commerces de détail. 
Depuis 2006, The Base est la plus grande succursale de la société The Warehouse en Nouvelle-Zélande. 
Avec l’adjonction des bâtiments de « Te Awa » en 2010, The Base devient le plus grand centre commercial de Nouvelle-Zélande et le reste en décembre 2011.

## Hippodrome de Te Rapa
Situé à Te Rapa, l’hippodrome est le seul encore existant à Hamilton et le principal de la région de Waikato.
Il a une piste symétrique à gauche (dans le sens inverse des aiguilles d'une montre) d'une circonférence de 1 788 mètres. Les installations et les équipements d'hôtellerie comprennent une salle réservée pour les membres et des suites privées.

## Centre nautique

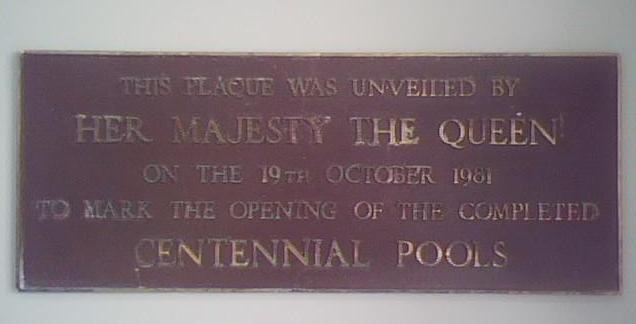
En 1981, cette plaque fut inaugurée par la Reine Elizabeth II au niveau de la piscine du Centenaire

Waterworld (aussi connu sous le nom de Te Rapa Pools) est un complexe de piscines appartenant au conseil de la cité (en) d’Hamilton, situé à Te Rapa. 
En plus des installations principales, le site comprend une série d’autres équipements dont un spa, un sauna et des hammams ainsi qu’une aire de jeux en plein air. 
Les attractions proposées à Waterworld comprennent les manèges Python Hydroslide, Twister Slide et Screamer Speedslides. 
Le complexe fut officiellement inauguré à la fin de l’année 1976, 15 ans après que The United States Junior Chamber d'Hamilton eut suggéré l’installation d’un nouveau complexe nautique dans Fairfield Park.
Cette suggestion a conduit à l’adoption d’une proposition en 1964 pour marquer le centenaire de la cité et en 1973, la décision fut prise de construire le complexe nautique à Te Rapa.

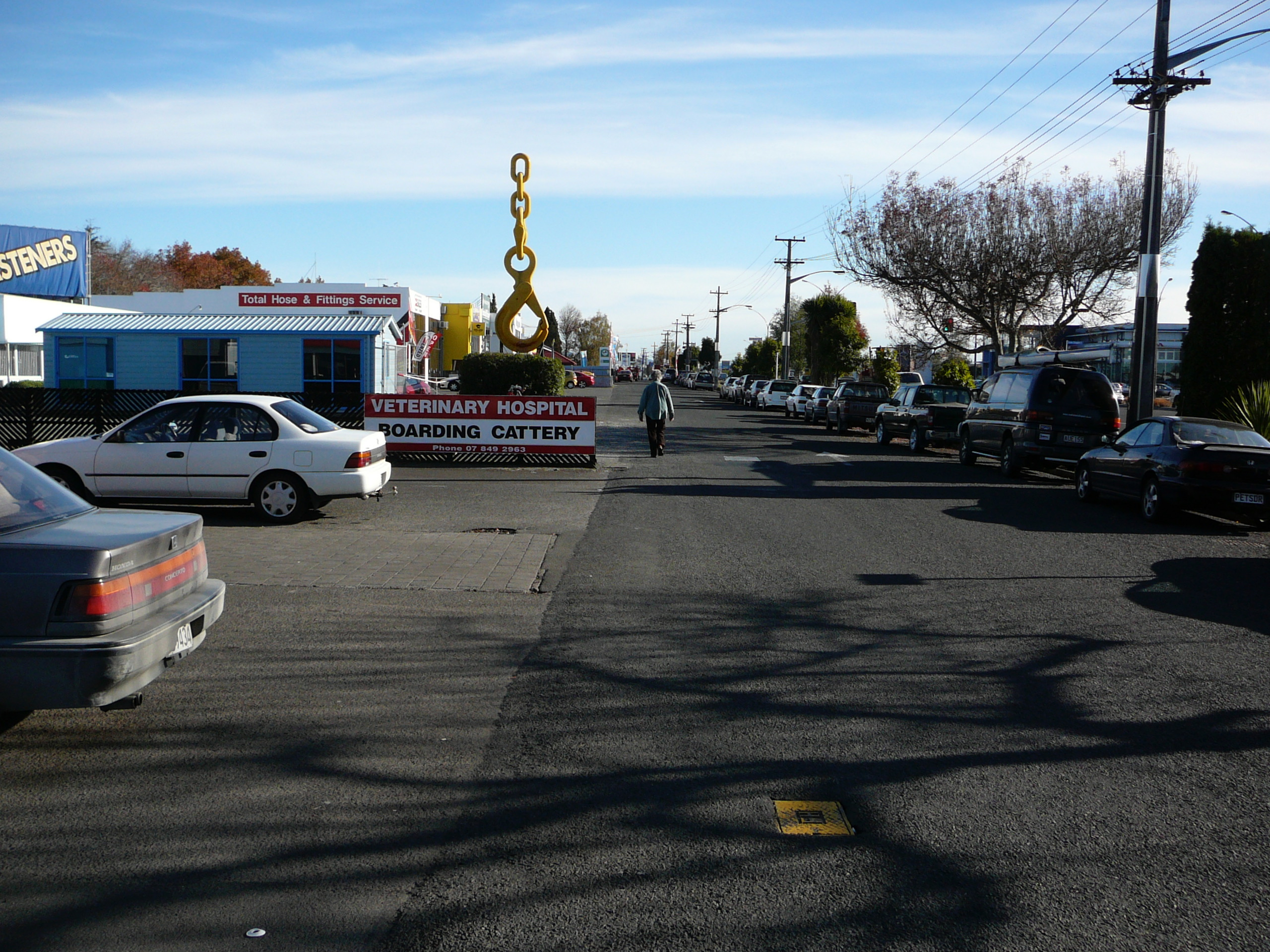
Te Rapa Road est la route principale de Te Rapa. Elle comporte des aires de stationnement de chaque côté de la quatre voies mais à certains endroits, il n’y a pas de trottoirs

## Transport

### Route
Immédiatement après l’invasion de waikato (en), la région n'était traversée que par une piste reliant le pā de Mangaharakeke (ou Manuharakeke) et le pā de Kirikiriroa .
Vers 1870, des ponts avaient été construits au-dessus des cours d’eau.
En 1875, un rapport indique que les ponts au niveau de Waitawhiriwhiri, Mangaharakeke, Beere's Creek et Hall's Creek, entre Ngāruawāhia et Hamilton sur la grande route du sud (en), avaient été remplacés, ou réparés  jusqu’à ce que la déviation de  Mangaharakeke Drive (en) ouvre en 2012.
Une grande partie de la route de 1860, maintenant connue sous le nom de Te Rapa Road, faisait partie de la SH1.

### Chemin de fer

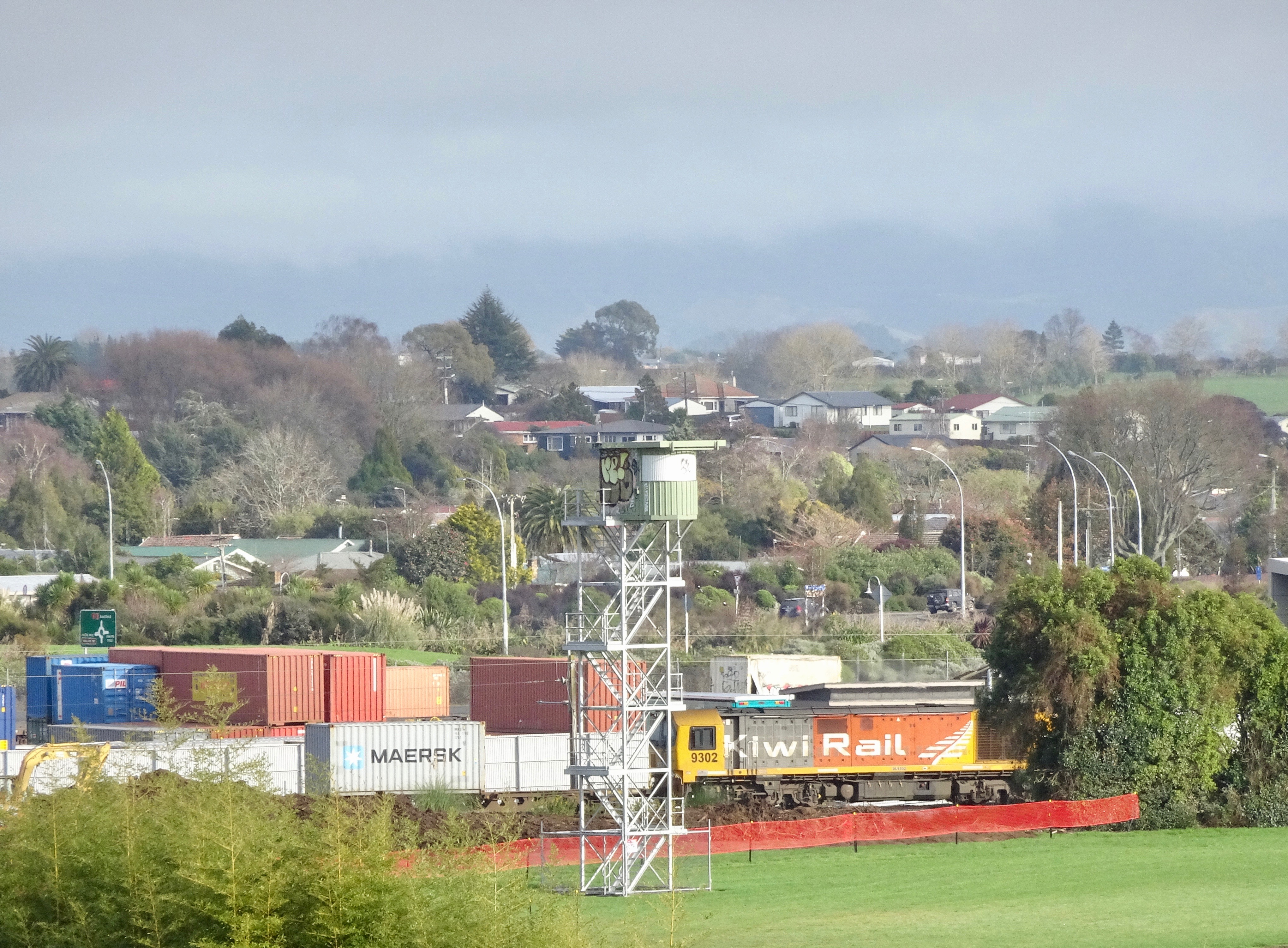
Chemin de fer longeant au niveau de Te Rapa, le lac de la forêt avec la banlieue en arrière-plan

La voie ferrée de la ligne principale de l’Île du nord (en) fut étendue à travers cette région en 1877, à l'ouverture de la gare de Te Rapa (en).
Te Rapa était à l’extrémité nord du tronçon vers la gare de Palmerston North (en) de la zone électrifiée de la ligne (en) en 1988. 
Un dépôt de locomotive et une gare de marchandises étaient incorporés au site de la gare.
Il y avait aussi une fabrique de traverses de chemin de fer en béton armé (en) à Te Rapa.

#### Gare de l’hippodrome de Te Rapa
La gare de l’hippodrome de Te Rapa ouvrit près de l’extrémité sud-ouest de la piste, 
le 15 octobre 1924 et semble avoir été formellement fermée, sauf pour les transports de chevaux le 7 juillet 1934, avec une clôture finale à la fin de l’année 1967. 
Toutefois, bien que la première excursion semble avoir été annoncée en octobre 1924, la dernière eu lieu en novembre 1943, quand les restrictions du temps de guerre entraînèrent la fermeture du champ et des courses de chevaux. 
La gare semble avoir été utilisée uniquement pour le fret et les excursions de passagers par les trains les jours de courses.
Les photos aériennes montrent que le site de la gare et une zone située vers le nord, furent ensuite utilisés comme gare de triage  et ensuite de dépôt de locomotives et de fret.

Vue aérienne de la gare de triage de Te Rapa en 1972

Modèle:Historical Rail Start
Modèle:Ligne de chemin de fer
|}

#### Fret

##### Dépôt de Crawford Street
Le dépôt de Crawford Street de la société Fonterra est relié par rail avec les laiteries locales situées au niveau des localités de Te Awamutu, Morrinsville, Waitoa, Hautapu, Waharoa, Lichfield et Tirau. 
Il expédie environ 33 000 conteneurs de lait en poudre et de fromage par an pour l’exportation via le port de Tauranga.
Un entrepôt frigorifique automatisé fut ajouté en 2009 pour traiter environ 235 000 tonnes de marchandise par an.

##### Gare de triage de Te Rapa
Une nouvelle gare de triage, qui remplace la gare de marchandises de Frankton a été inaugurée le 10 janvier 1971. 
Elle dispose d'une butte de triage pour les manœuvres, qui utilisent des ralentisseurs de la société Westinghouse , et 31 voies de triage.

## Éducation
L’école primaire Te Rapa Primary School assure l’enseignement depuis 1906.